# Bliżyce (Grande-Pologne)
Pour les articles homonymes, voir Bliżyce.
Bliżyce (prononciation : [bliˈʐɨt͡sɛ]) est un village polonais de la gmina de Skoki dans le powiat de Wągrowiec de la voïvodie de Grande-Pologne dans le centre-ouest de la Pologne.
Il se situe à environ 8 kilomètres au sud-est de Skoki (siège de la gmina), 19 kilomètres au sud de Wągrowiec (siège du powiat), et à 35 kilomètres au nord-est de Poznań (capitale de la Grande-Pologne).

## Histoire
De 1975 à 1998, le village faisait partie du territoire de la voïvodie de Poznań. Depuis 1999, Bliżyce est situé dans la voïvodie de Grande-Pologne.